# Rivière-Beaudette
Pour les articles homonymes, voir Beaudette.
Cet article possède des paronymes, voir Rivière Beaudette et Rivière Beaudet.
Rivière-Beaudette est une municipalité située dans la municipalité régionale de comté (MRC) de Vaudreuil-Soulanges au Québec, située dans la région administrative de la Montérégie.

## Toponymie
Le lieu doit son nom à la rivière qui la traverse.

## Histoire
Le nom Beaudette remonte au début du XIXe siècle alors qu'un poste de relais pour les voyageurs venant du Haut-Canada est implanté à l'embouchure de la rivière Beaudette. Les voyageurs peuvent se reposer sur un beaudet, genre de petit lit. La paroisse de Rivière-Beaudette est fondée en 1905. L'actuelle municipalité résulte de la fusion des municipalités du village et de la paroisse de Rivière-Beaudette survenue en 1990.

## Géographie
Rivière-Beaudette est située sur la rive gauche du fleuve Saint-Laurent à la frontière Québec-Ontario, au centre-ouest de la région du Suroît. La localité se trouve à environ 20 km au sud-ouest de Vaudreuil-Dorion, chef-lieu de la MRC. Elle est bornée au nord par Saint-Télesphore et Saint-Polycarpe, à l'est par Saint-Zotique, au sud par le lac Saint-François et à l'ouest par South Glengarry dans les comtés unis de Stormont, Dundas et Glengarry. Sur la rive opposée du fleuve se trouvent les municipalités de Saint-Anicet et Sainte-Barbe dans la MRC du Haut-Saint-Laurent. La superficie totale de la municipalité est de 25,21 km2, dont 18,63 km2 sont terrestres. La rivière Beaudette délimite le nord-ouest de son territoire puis coule vers le sud jusqu'à son embouchure dans le lac Saint-François.

## Démographie
Les habitants sont les Beaudettois.
| 1986  | 1991  | 1996  | 2001  | 2006  | 2011  | 2016  | 2021  |
| ----- | ----- | ----- | ----- | ----- | ----- | ----- | ----- |
| 1 045 | 1 292 | 1 381 | 1 464 | 1 720 | 1 885 | 2 097 | 2 489 |

| Langue              | Population | Pct (%) |
| ------------------- | ---------- | ------- |
| Français seulement  | 1 480      | 87,32 % |
| Anglais seulement   | 190        | 11,21 % |
| Français et anglais | 0          | 0,00 %  |
| Autres langues      | 25         | 1,47 %  |

## Politique

### Conseil municipal
Les élections municipales ont lieu tous les quatre ans en bloc, sans division territoriale. Le maire Patrick Bousez, en poste depuis 2009, est réélu à l'élection de 2013, avec 74,1 % des voix et un taux de participation de 46,0 %,il est réélu sans opposition en 2017 . Il est préfet de la MRC de Vaudreuil-Soulanges depuis novembre 2017 .
Rivière-Beaudette fait partie de la circonscription électorale de Soulanges à l'Assemblée nationale du Québec et à la circonscription de Salaberry-Suroit à la Chambre des communes du Canada.
| Fonction | 2005-2009     | 2009-2013                                                                                | 2013-2017                                                                                                | 2017-2021                                                                                 |
| --- | ------------- | ---------------------------------------------------------------------------------------- | --- | ----------------------------------------------------------------------------------------- |
| Taux de participation | .             | .                                                                                        | . | .                                                                                         |
| Maire | Denis Brodeur | Patrick Bousez                                                                           | Patrick Bousez                                                                                           | Patrick Bousez                                                                            |
| Conseillers |               | André Beaudin Denis Caron Ghyslain Maheu Dany Paquet Micheline Sauvé Tammy Titley-Plante | André Beaudin Denis Caron* Ghyslain Maheu Dany Paquet France Rivet** Micheline Sauvé Tammy Titley-Plante | André Beaudin Réjean Fournier Ghyslain Maheu Dany Paquet France Rivet Tammy Titley-Plante |
| (Entre parenthèses) Proportion des voix. (a) Élu sans opposition. * Élu au début du terme mais ayant quitté avant la fin du terme. ** Non élu au début du terme mais en cours de terme. |               |                                                                                          | |                                                                                           |

| Rivière-Beaudette Maires depuis 2002                                                                                  |                |         |          |
| Élection | Maire          | Qualité | Résultat |
| 2002 | Richard Leroux |         | Voir     |
| 2005 | Denis Brodeur  |         | Voir     |
| 2009 | Patrick Bousez |         | Voir     |
| 2013 | Patrick Bousez | Voir    |          |
| 2017 | Patrick Bousez | Voir    |          |
| 2021 | Patrick Bousez | Voir    |          |
| Élection partielle en italique Depuis 2005, les élections sont simultanées dans toutes les municipalités québécoises. |                |         |          |

### Administration locale
| Indicateur | Rivière-Beaudette | Classe de population a | MRC de Vaudreuil-Soulanges |
| --- | ----------------- | ---------------------- | -------------------------- |
| Richesse foncière uniformisée (RFU) | 279,5 M$          | …                      | …                          |
| RFU non imposable (institutionnel) | 3,8 M$            | …                      | …                          |
| Part RFU imposable, résidentiel | 84,5 %            | 75,4 %                 | 79,3 %                     |
| Part RFU imposable, industriel et commercial                                                                                            | 6,3 %             | 11,6 %                 | 12,2 %                     |
| Part RFU imposable, agricole | 5,3 %             | 9,2 %                  | 5,5 %                      |
| RFU par habitant | 124 043 $         | .                      | .                          |
| Part des taxes foncières dans l'ensemble des revenus (2017)b                                                                            | 70,3 %            | 58,3 %                 | 62,7 %                     |
| Taux global de taxation uniformisé (2017)                                                                                               | 0,694 3 $         | 1,021 9 $              | 0,889 4 $                  |
| Charge fiscale moyenne par logement (2017)                                                                                              | 2 369 $b          | 2 079 $                | 2 623 $                    |
| Endettement total net à long terme par 100 $ de RFU (2017)                                                                              | 0,70 $            | 1,78 $                 | 1,91 $                     |
| Notes : (a) Ensemble des municipalités québécoises dont la population est entre 2 000 et 9 999 habitants. (b) Fonctionnement seulement. |                   |                        |                            |

## Urbanisme
Les secteurs urbanisés comprennent le village, le domaine de la Clairière, le domaine Drolet, la pointe Lalonde, et Penville Baie. Rivière-Beaudette est traversée par la route 325, la route 338 et l'autoroute 20.

## Société
Les enfants de la municipalité au niveau primaire vont à l'école des Orioles à Saint-Zotique, et ceux du niveau secondaire à l'école secondaire Soulanges a Saint-Polycarpe, gérée par la Commission scolaire des Trois-Lacs. Les enfants anglophones fréquentent les écoles primaires Evergreen et Forest Hill, administrées par la Commission scolaire Lester-B.-Pearson à Saint-Lazare. Une hausse du développement résidentiel a pu être observée dans les dernières années, avec plus de 250 permis de construction et rénovation émis chaque année dont environ 35 constructions résidentielles. Le développement commercial et industriel y prennent également de l’ampleur. Un parc industriel de 4 000 000 de pi.ca. est en développement. Plusieurs commerces y sont construits depuis quelques années. Le conseil municipal travaille fort à attirer des investisseurs sur son territoire. La Société de transmission électrique Cedar Rapids, une filiale d'Hydro-Québec, détient par exemple son siège social à Riviere-Beaudette.